# Ševčíkův mlýn
Ševčíkův vodní mlýn je technická památka v Domamyslicích, části města Prostějova. 
Nynější mlýn se nachází na místě, kde ve středověku stával jiný starší mlýn, zmíněný ve 14. století. Jehož posledním známým majitelem byl Pešek ze Ptení. Mezi novodobější vlastníky patřili od roku 1805 manželé Ptáčkovi a František Opavský. Nová stavba pochází z roku 1810. Do majetku rodiny Ševčíků se dostal po roce 1846. Mlýn poháněla dvě vertikální kola mimo patrovou budovu. Voda sem byla přiváděna původním ramenem říčky Hloučely, zvaným Mlýnská strouha. Před stavbou Plumlovské přehrady vodu zadržovaly rybníky Stichovský a Zlechov. Provoz skončil roku 1955. Původní je pouze jižní část. 
Celkově je historická památka z roku 1810 v havarijním stavu.